# حیدرسلطان چاپوق ترکمان
حیدرسلطان چاپوق ترکمان از امرای قزلباش طایفه ترکمان در دوره شاه تهماسب یکم و شاه اسماعیل دوم بود. وی در مقطعی حاکمرانی قم و ریاست ایل ترکمان را بر عهده داشت. وی در درگیری‌های جانشینی شاه طهماسب یکم که مابین حیدر میرزا و اسماعیل میرزا (شاه اسماعیل دوم) در سال ۱۵۷۶ روی داد، از هواداران سرسخت اسماعیل‌میرزا بود. 